# Vuelta a Antioquia
La Vuelta a Antioquia es una competencia ciclística por etapas que se lleva a cabo en Colombia (Cat. Nacional) y que recorre el departamento de Antioquia. 
Es una de las carreras más tradicionales en el calendario ciclístico colombiano, considerada entre las más importantes del ciclismo nacional junto al Tour Colombia, la Vuelta a Colombia, el Clásico RCN, la Vuelta a Boyacá, la Vuelta al Valle del Cauca y la Vuelta a Cundinamarca. 
La primera edición se corrió en 1973 en la que el ganador fue el cundinamarqués Juan de Dios “Escobita” Morales. Los ciclistas con más ediciones ganadas son el antioqueño Reynel Montoya y el español Óscar Sevilla, con tres ediciones cada uno. Así mismo, se resalta que Óscar Sevilla, es el único extranjero en adjudicarse la carrera y le fue anulado su triunfo en la edición 2011 en cumplimiento de una sanción por dopaje.
La competición ha sido ganada además por corredores de amplio reconocimiento y figuración internacional, tales como Fabio Parra (1984) y Oliverio Rincón (1989).
A partir del año 2014 se corre la Vuelta a Antioquia Femenina siendo la primera ganadora la sucreña Andreína Rivera.

## Palmarés masculino
| Año  | Ganador                 | Segundo                    | Tercero                    |
| ---- | ----------------------- | -------------------------- | -------------------------- |
| 1973 | Juan de Dios Morales    | Guillermo Mejía            | Héctor Cataño              |
| 1974 | Óscar González          | Norberto Cáceres           | Abelardo Ríos              |
| 1976 | Abelardo Ríos           | Luis Carlos Manrique       | Martín Emilio Rodríguez    |
| 1977 | Gonzalo Marín           | Antonio Londoño            | Carlos Julio Siachoque     |
| 1978 | Abelardo Ríos           |                            |                            |
| 1980 | José Patrocinio Jiménez | Heriberto Urán             | Alfonso Flórez Ortiz       |
| 1981 | Julio Alberto Rubiano   |                            |                            |
| 1982 | José Patrocinio Jiménez |                            |                            |
| 1983 | Reynel Montoya          |                            |                            |
| 1984 | Fabio Parra             | Martín Ramírez             | Pacho Rodríguez            |
| 1985 | Antonio Londoño         | José Patrocinio Jiménez    | Samuel Cabrera             |
| 1986 | Reynel Montoya          | Pedro Saúl Morales         | Omar Hernández             |
| 1987 | Reynel Montoya          |                            |                            |
| 1988 | Pablo Wilches           |                            |                            |
| 1989 | Oliverio Rincón         | Gerardo Moncada            | Alirio Chizabas            |
| 1990 | Gustavo Wilches         | Celio Roberto Roncancio    | Pacho Rodríguez            |
| 1991 | Álvaro Mejía            | Óscar de Jesús Vargas      | Luis Alberto González      |
| 1992 | Carlos Mario Jaramillo  | José Luis Vanegas          | Fabio León Jaramillo       |
| 1993 | Javier de Jesús Zapata  |                            |                            |
| 1994 | Héctor Castaño          |                            |                            |
| 1995 | Óscar de Jesús Vargas   |                            |                            |
| 1996 | Argiro Zapata           |                            |                            |
| 1997 | Germán Ospina           | Javier de Jesús Zapata     | Argiro Zapata              |
| 1998 | Álvaro Sierra           | José Castelblanco          | Argiro Zapata              |
| 1999 | Hernán Darío Muñoz      | Uberlino Mesa              | Álvaro Sierra              |
| 2000 | Javier de Jesús Zapata  | José Daniel Rincón         | Álvaro Sierra              |
| 2001 | Javier de Jesús Zapata  | Uberlino Mesa              | Hernán Darío Bonilla       |
| 2002 | Javier Alberto González | Argiro Zapata              | Carlos Contreras           |
| 2003 | Carlos Contreras        | Álvaro Sierra              | Hernán Buenahora           |
| 2004 | José Castelblanco       | Libardo Niño               | Luis Ricardo Mesa          |
| 2005 | Libardo Niño            | Israel Ochoa               | John Freddy García         |
| 2006 | Libardo Niño            | Alexis Castro              | Sergio Henao               |
| 2007 | Mauricio Ortega         | Hernán Buenahora           | Sergio Henao               |
| 2008 | Mauricio Ortega         | Javier de Jesús Zapata     | Edwar Stiver Ortiz Caro    |
| 2009 | Freddy González         | Juan Pablo Suárez          | Luis Felipe Laverde        |
| 2010 | Óscar Sevilla           | Sergio Henao               | Juan Pablo Villegas        |
| 2011 | Óscar Sevilla           | Sergio Henao               | Marlon Pérez               |
| 2012 | Alex Cano               | Edwar Stiver Ortiz Caro    | Iván Parra                 |
| 2013 | Óscar Sevilla           | Alejandro Ramírez Calderón | Jonathan Millán            |
| 2014 | Camilo Andrés Gómez     | Rafael Infantino           | Alex Cano                  |
| 2015 | Óscar Sevilla           | Juan Pablo Suárez          | Alejandro Ramírez Calderón |
| 2016 | Omar Mendoza            | Danny Osorio               | Óscar Sevilla              |
| 2017 | Danny Osorio            | Robinson Chalapud          | Juan Pablo Suárez          |
| 2018 | José Serpa              | Aldemar Reyes              | Juan Pablo Suárez          |
| 2019 | Miguel Ángel Reyes      | José Tito Hernández        | Alexander Gil              |
| 2020 | Alexander Gil           | Danny Osorio               | Freddy Montaña             |
| 2021 | Didier Merchán          | Didier Chaparro            | Robinson Chalapud          |
| 2022 | Javier Jamaica          | Alexander Gil              | Omar Mendoza               |
| 2023 | Diego Pescador          | Sebastián Castaño          | Alexander Gil              |
| 2024 | Sergio Henao            | Sebastián Castaño          | Adrián Bustamante          |

## Estadísticas

### Más victorias generales
Los ciclistas que aparecen en negrita siguen activos.
| Ciclista                | Victorias | Años             |
| ----------------------- | --------- | ---------------- |
| Reynel Montoya          | 3         | 1983, 1986, 1987 |
| Óscar Sevilla           | 3         | 2010, 2013, 2015 |
| Javier de Jesús Zapata  | 3         | 1993, 2000, 2001 |
| Abelardo Ríos           | 2         | 1976, 1978       |
| José Patrocinio Jiménez | 2         | 1980, 1982       |
| Libardo Niño            | 2         | 2005, 2006       |
| Mauricio Ortega         | 2         | 2007, 2008       |

## Palmarés femenino
| Año  | Ganadora           | Segunda           | Tercera           |
| ---- | ------------------ | ----------------- | ----------------- |
| 2014 | Andreína Rivera    | Lorena Vargas     | Natalia Franco    |
| 2015 | Natalia Muñoz Ruiz | Jessenia Meneses  | Hilari Saavedra   |
| 2016 | Cancelada          | Cancelada         | Cancelada         |
| 2017 | Rocío Parrado      | Estefanía Herrera | Luisa Hernández   |
| 2018 | Cancelada          | Cancelada         | Cancelada         |
| 2019 | Katherina Montoya  | Aranza Villalón   | Jessenia Meneses  |
| 2022 | Carolina Vargas    | Esther Galarza    | Lorena Colmenares |
| 2023 | Esther Galarza     | Andrea Alzate     | Gabriela López    |